# Еозинофилни целулитис
Еозинофилни целулитис (ЕЦ) или Велсов синдром (који не треба мешати са Вејловом болешћу), је болест коже која се манифестује болним, црвеним, издигнутим и топлим деловима коже. Први га је описао Џорџ Крајтон Велс 1971. године.
Еозинофилни целулитис је непознатог узрока. Сумња се да је у питању аутоимуни поремећај. Може бити изазван уједима инсеката као што су пауци, буве или крпељи, или изазван лековима или операцијама.
Осип се појављује изненада, траје неколико недеља и често се понавља. Формирање ожиљака се обично не дешава.
Дијагноза се поставља након што се искључе други потенцијални случајеви. Биопсија коже захваћених подручја може показати повећан број еозинофила. Друга стања која могу изгледати слично укључују целулитис, контактни дерматитис и тешке алергијске реакције као што је анафилакса.
Лечење је често кортикостероидима.  Од стероида препоручују се  креме у односу на употребу стероида на уста. Антихистаминици се могу користити за ублажавање свраба.
Обично се болестспонтано повлачи након неколико недеља без лечења.

## Епидемиологија
Болест подједнако погађа оба пола са истом учесталошћу.

## Етиологија
Еозинофилни целулитис је непознатог узрока. Сумња се да је у питању аутоимуни поремећај. Може бити изазван уједима инсеката као што су комарци, пауци, буве или крпељи, или лекови или операција.

## Дијагноза
Дијагноза захтева искључивање других потенцијалних узрока.  (нпр  васкулитиса на биопсији коже).

## Терапија
Лечење је често стероидима, који се могу наносити као крема или узимати преко уста.  Пошто стање има тенденцију да се побољша само од себе, узимање стероида на уста генерално треба покушати само ако осип покрива велику површину и ако се не побољша другим мерама.